# Comarca do Condado
O Condado é uma comarca raiana situada no sul da Província de Pontevedra, na Galiza. Tem como limites, a norte e oeste, a Comarca de Vigo, a leste a Comarca de Paradanta e a sul o Distrito de Viana do Castelo (Portugal).
É formada pelos seguintes concelhos:

Comarca

- Mondariz
- Mondariz-Balneario
- As Neves
- Ponteareas
- Salvaterra de Miño